# Lorenzo Portet
Lorenzo Portet (1870-1917) fue un anarquista español y colaborador del anarquista y reformador educativo Francesc Ferrer i Guàrdia).

## Biografía
Portet nació en Cataluña en 1870. Quiso ser sacerdote católico y fue seminarista en Vic. En el seminario vicense, junto con otros dos seminaristas de tendencia integrista como él (Segismundo Pey Ordeix y Jaime Benet), se opuso al obispo José Morgades, a quien consideraban un hereje liberal y corruptor, y en 1886 fundaron el semanario tradicionalista L'Independent (con el subtítulo de «Deu, Patria, Furs»), contrario a la línea de La Veu del Montserrat que dirigía Jaume Collell, cercano a Morgades y promotor del incipiente catalanismo. Su enfrentamiento con Morgades llegó a tal extremo que en una ocasión llegó a decirle a la cara: «lástima que no haya en España una docena de Galeotes» (en alusión a Cayetano Galeote, cura que había asesinado al obispo Martínez Izquierdo). Terminó abandonando el seminario y se hizo anticlerical.
Asistió a la Universidad de Barcelona y luego se trasladó a Buenos Aires para enseñar. En 1895, después de cinco años de ausencia, Portet regresó a España y pronto se vio involucrado en una insurrección. Huyó a París, donde en 1896 conoció a Francesc Ferrer i Guàrdia, fundador de la Escuela Moderna, y regresó a Barcelona para informarse e informar sobre las personas que estaban siendo torturadas en Montjuïc después del atentado con bomba en la procesión del Corpus Christi de 1896 en Barcelona. Después regresó a París, donde dirigió la editorial que había fundado Ferrer. Después de que Ferrer fuera ejecutado en 1909 tras los acontecimientos conocidos como la «Semana Trágica», Portet encabezó una manifestación masiva en París frente a la embajada de España. Aunque Ferrer le dejó su casa en París, su editorial y sus acciones en Barcelona, y acciones en dos empresas para permitir que Portet continuara con la obra de Ferrer, Portet fue arrestado y expulsado de Francia. Portet huyó a Liverpool, Inglaterra, donde enseñó lenguas extranjeras.
Portet conoció a la radical estadounidense y compañera de exilio, Margaret Sanger, en un café de Liverpool.

## Lectura adicional
- Avrich, Paul. El movimiento escolar moderno: anarquismo y educación en los Estados Unidos (Princeton University Press, 1980)
- Constant, Leroy, Los Secretos del Anarquismo: Asesinato de Canalejas y el caso Ferrer. México, 1913.
- Salud, Nick. Lorenzo Portet, 1870-1914

- Datos: Q6680801